# Tracey Hannah
Pour les articles homonymes, voir Hannah.
Tracey Hannah née le 13 juin 1988 à Cairns, est une coureuse cycliste australienne.

## Biographie
Elle a remporté son premier titre national de BMX à l'âge de 4 ans. Tracey a choisi de faire du VTT lorsqu'elle a vu son frère aîné Michael Hannah dévaler une colline très rapidement lors d'un camp de VTT en 1997.
Dès ses 14 ans, elle se spécialise dans la descente VTT. Dans cette discipline, elle compte six médailles aux championnats du monde, la victoire au classement général de la Coupe du monde 2019 et un titre mondial chez les juniors (moins de 19 ans). Elle arrête sa carrière à l'issue de la saison 2020.
Elle a également été onze fois championne d'Australie de descente.

## Palmarès en VTT

### Championnats du monde de descente
- Rotorua 2006
  -  Championne du monde de descente juniors
- Fort William 2007
  -  Médaillée de bronze du championnat du monde de descente
- Pietermaritzburg 2013
  -  Médaillée de bronze du championnat du monde de descente
- Vallnord 2015
  -  Médaillée de bronze du championnat du monde de descente
- Cairns 2017
  -  Médaillée de bronze du championnat du monde de descente

### Coupe du monde
- Coupe du monde de descente (1)
  - 2007 : 3e du classement général, vainqueur d'une manche
  - 2012 : 4e du classement général, vainqueur d'une manche
  - 2014 : 4e du classement général
  - 2015 : 4e du classement général
  - 2016 : 3e du classement général
  - 2017 : 3e du classement général, vainqueur d'une manche
  - 2018 : 3e du classement général
  - 2019 : 1re du classement général, vainqueur de deux manches
  - 2020 : 4e du classement général

### Championnats d'Océanie
- 2006
  -  Médaillée de bronze de la descente
- 2007
  -  Médaillée d'argent de la descente
- 2024
  -  Champion d'Océanie de descente

### Championnats d'Australie
- Championne d'Australie de descente (11) : 2004, 2005, 2006, 2008, 2012, 2013, 2014, 2015, 2016, 2018 et 2019

## Reconnaissances
- Australian Junior Female MTB of the Year (2004, 2005, 2006)
- Australian Female MTB of the Year (2007)

## Filmographie
A racer's dream est une vidéo qui retrace la vie des riders du Hutchinson UR Team, dont Tracey Hannah.